# Har Karkom
Har Karkom (en hebreo: הר כרכום; "Montaña del Azafrán", también llamado Jabal Ideid) es una montaña en el desierto de Negev, en el suroeste de Israel, a medio camino entre Petra y Kadesh Barnea. Sobre la base de que los israelitas viajaron a través de la península del Sinaí hacia Petra en una línea más o menos recta, varios estudiosos han contemplado la posibilidad de Har Karkom sea el bíblico Monte Sinaí. Siguiendo esta teoría Emmanuel Anati realizó excavaciones en la montaña y descubrió que se trataba de un importante centro de culto paleolítico, con la meseta circundante cubierta de templos, altares, círculos de piedra, pilares de piedra, y más de 40 000 grabados rupestres.
Si bien, sobre la base de sus conclusiones, Anati aboga por la identificación de Har Karkom como el Monte Sinaí, el pico de la actividad religiosa en el lugar podría datar de 2350 a 2000 antes de Cristo, y la montaña parece haber sido abandonada tal vez entre 1950-1000 aC, el éxodo a veces es fechado entre 1600-1200 antes de Cristo.